# Drebber
Drebber ist eine Gemeinde in der Samtgemeinde Barnstorf (Verwaltungssitz in Barnstorf) im Landkreis Diepholz in Niedersachsen.

## Geografie

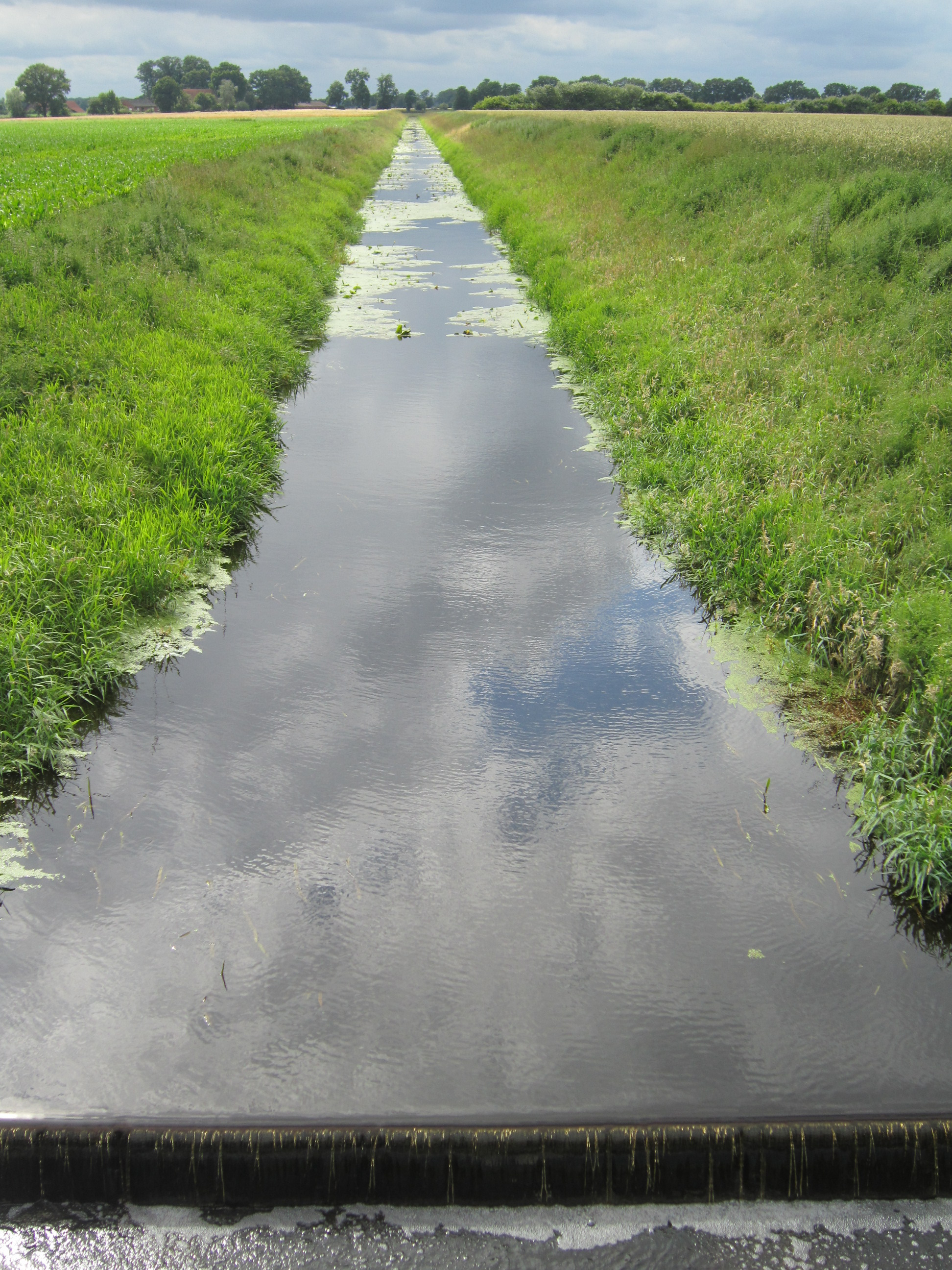
Dadau nördlich von Jacobidrebber

### Geografische Lage
Drebber liegt zwischen dem Naturpark Wildeshauser Geest im Norden und den Naturpark Dümmer und dem Rehdener Geestmoor im Süden sowie zwischen Barnstorf im Nordosten und Diepholz im Südwesten. Nördlich der Ortschaft befindet sich das Große Moor, südöstlich der Kellenberg. Durch das Gemeindegebiet fließt die Hunte, in die in Cornau die Dadau mündet.

### Gemeindegliederung
Zur Gemeinde Drebber gehören die Ortschaften Cornau (ein Flecken), Deckau, Jacobidrebber und Mariendrebber. Drebber ist Mitgliedsgemeinde der Samtgemeinde Barnstorf, die ihren Verwaltungssitz in dem Flecken Barnstorf hat. Mariendrebber wird westlich und Jacobidrebber östlich, durch den Fluss Hunte „getrennt“. Zwischen der Hunte und der Dadau liegt Deckau.

## Geschichte
Die Gemeinde wurde 980 erstmals als triburi genannt. Triburi (= drei Bauern) waren drei Kurien mit erheblichen Einkünften von Hörigen. Eins dieser drei Gehöfte schenkte Kaiser Otto II. im Jahr 980 dem Kloster Memleben. Das zweite Gehöft schenkte Kaiser Heinrich II. im Jahr 1020 dem Bischof Meinwerk in Paderborn; es gelangte 1094 durch Tausch an den Bischof Wido von Osnabrück. Der dritte Hof Triburi sowie eine Hälfte der Kirche kamen 1085 durch Tausch von der Edlen Gysla an den Bischof Benno zu Osnabrück. Die andere Hälfte gehörte mit großer Wahrscheinlichkeit den Edlen von Diepholz. Bischof Konrad zu Osnabrück stiftete im Jahre 1280 hier mit Zustimmung der Edlen von Diepholz die Präpositur zu Mariendrebber. Es ist zwar nicht erwiesen, wird aber angenommen, dass als Gegenleistung zur vollständigen Überlassung der Kirche Mariendrebber an den Bischof von Osnabrück die Edelherren von Diepholz eine selbstständige Pfarre in Jacobidrebber gründen konnten.
Im Flecken Cornau stand eine Burg Cornau der Edelherren von Diepholz. Ob diese Burg schon vor dem Bau der Burg Diepholz bestand, ist nicht erwiesen. Jedenfalls stand die Burg Cornau im 13. und 14. Jahrhundert, diente mit großer Wahrscheinlichkeit der Sicherung der Herrschaft Diepholz nach Norden und zeitweise als Wohnsitz von Familienangehörigen der Edlen von Diepholz. Bereits im 15. Jahrhundert wurde sie überflüssig, verfiel und diente als Steinbruch zum Bau der Auburg in Wagenfeld. Die Grafen-Familie von Diepholz wurde in der Krypta der Marienkirche im Ortsteil Mariendrebber bestattet.
Die Gemeinde Drebber entstand am 1. März 1974 durch den Zusammenschluss der bisherigen Gemeinden Cornau (Flecken), Jacobidrebber und Mariendrebber.

## Politik

### Gemeinderat
Der Rat der Gemeinde Drebber besteht aus 13 Ratsfrauen und Ratsherren. Dies ist die festgelegte Anzahl für die Mitgliedsgemeinde einer Samtgemeinde mit einer Einwohnerzahl zwischen 2.000 und 3.000 Einwohnern. Die Ratsmitglieder werden durch eine Kommunalwahl für jeweils fünf Jahre gewählt. Die aktuelle Amtszeit begann am 1. November 2021 und endet am 31. Oktober 2026.
Die letzten Gemeinderatswahlen ergaben folgende Sitzverteilungen:
| Partei | 2021 | 2016 |
| ------ | ---- | ---- |
| SPD    | 7    | 7    |
| WGD    | 4    | 5    |
| CDU    | 1    | 1    |
| Grüne  | 1    | –    |

### Bürgermeister
Der Gemeinderat wählte das Gemeinderatsmitglied Friedrich Iven (SPD) zum ehrenamtlichen Bürgermeister für die aktuelle Wahlperiode.

### Wappen
Blasonierung: Das Wappen der Gemeinde zeigt in der nichtheraldisch linken Hälfte einen roten Löwen mit silberner Krone auf goldenem Grund. In der anderen Hälfte befinden sich drei silberne Eichenblätter auf rotem Grund.

### Gemeindepartnerschaft
Drebber unterhält seit 1997 eine Partnerschaft mit der polnischen Gemeinde Perzów.

## Bauwerke
In der Liste der Baudenkmale in Drebber  sind elf Baudenkmale aufgeführt, darunter:

### Kirchen in Drebber
St. Jacobus

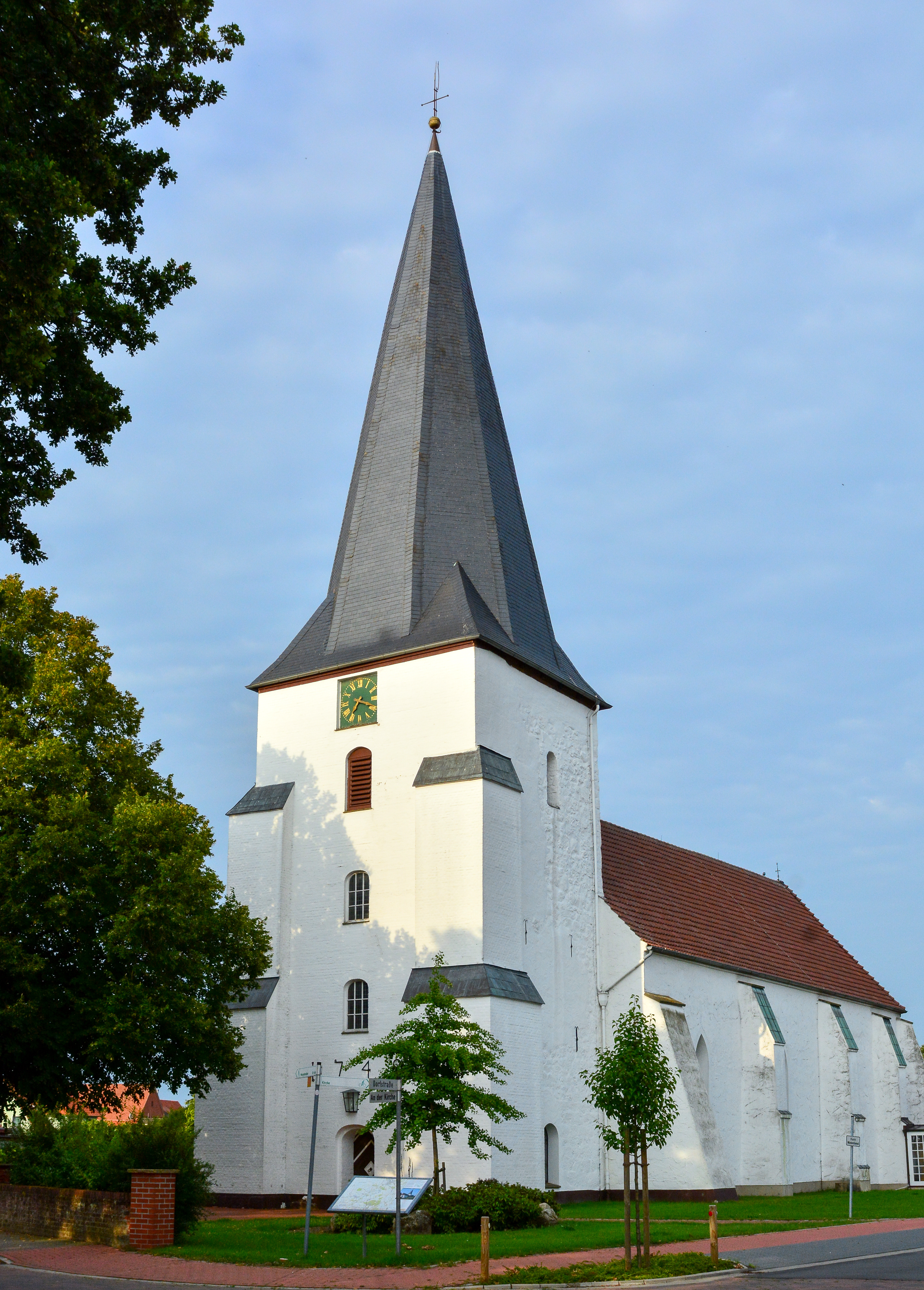
Die St.-Jakobi-Kirche in Jacobidrebber

Die evangelische Kirche St. Jacobus (früher St. Christophorus) in Jacobidrebber ist eine spätgotische Saalkirche, die einen polygonal geschlossenen Chor und einen vorgestellten Westturm hat. Die Kirche trägt einen hellen Rauputz. Der gedrungene quadratische Turm aus Granit stammt aus dem 13. Jahrhundert. Die Westwand wurde 1748 aus Ziegeln neu errichtet. Der Turm trägt einen hohen, achteckigen Helm. Das Langhaus ist dreijochig mit schlanken Spitzbogenfenstern zwischen kräftigen Strebepfeilern. Im Kircheninneren findet sich ein Kreuzrippengewölbe. Das Altarretabel, die Kanzel und wohl auch die Orgelempore stammen aus dem Jahr 1681, während die klassizistische Orgel mit leichten neugotischen Anklängen von 1819 ist.
St. Marien und Pankratius

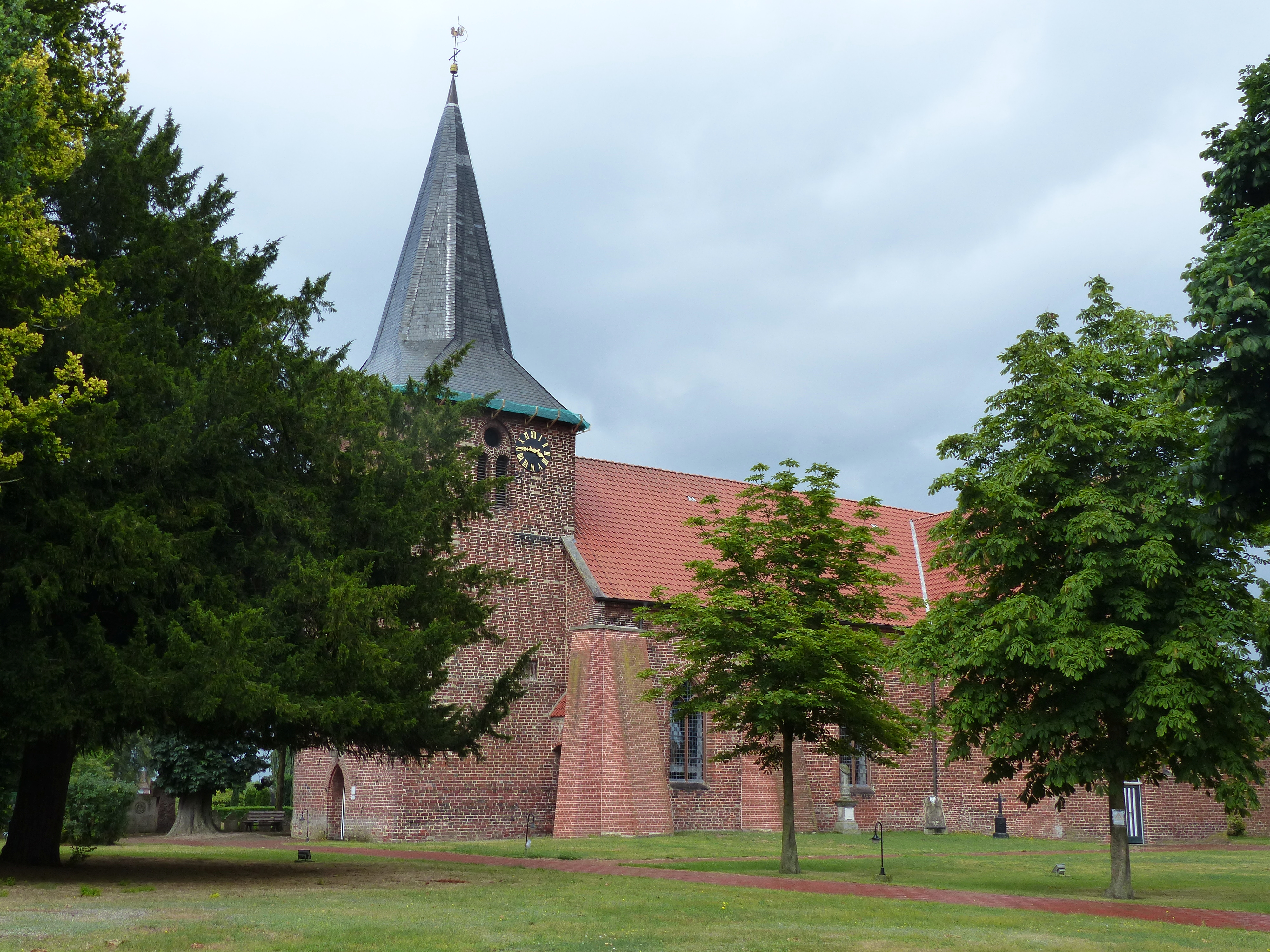
Gotische Backsteinkirche St. Marien und Pankratius
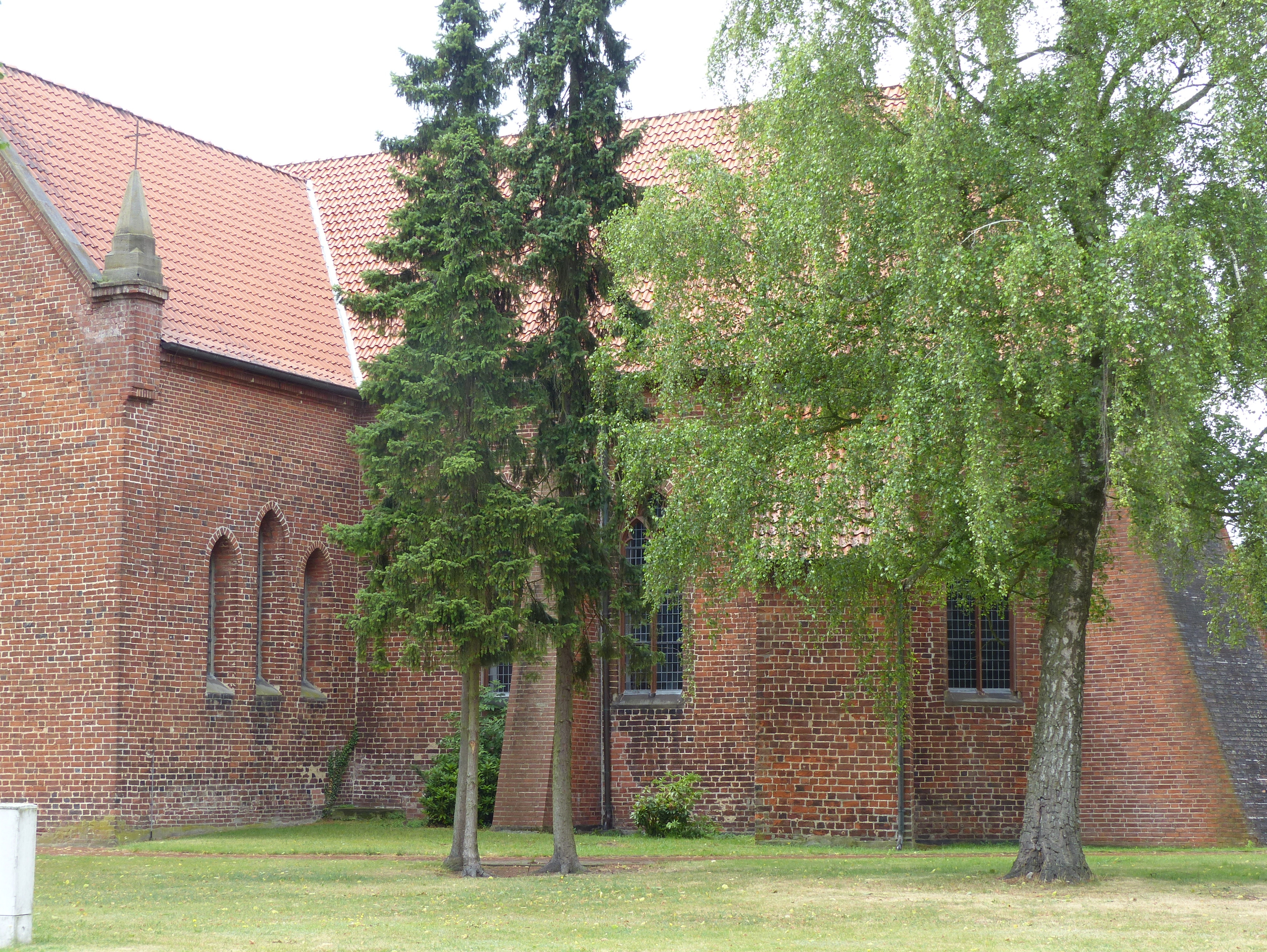
Querschiff mit Grenze zwischen altem und neuem Mauerwerk und Chor

Die evangelische Kirche St. Marien und Pankratius in Mariendrebber ist eine ehemalige Stiftskirche im streng frühgotischen Stil. Die Saalkirche aus Backstein mit polygonalem Chor hat einen Westturm und auf der Südseite ein Querhaus. Im Kern stammt die Kirche aus dem späten 13. Jahrhundert. Im 15. Jahrhundert wurden Veränderungen vorgenommen. Von 1857 bis 1860 erfolgte eine Instandsetzung, wobei der Südgiebel und fast alle Fenster erneuert sowie die Wände erhöht wurden. Nur das östliche Chorfenster blieb dabei in seiner ursprünglichen Größe und Profilierung erhalten. Der Altar stammt aus dem Jahr 1665, die Kanzel aus dem Jahr 1673 und der Taufstein aus der Mitte des 13. Jahrhunderts. In der Kirche befindet sich auch ein großes Grabmonument des letzten Diepholzer Grafen, Friedrich († 1585); es wurde 1582 aus Sandstein errichtet. In der Kirche taten sechs Geistliche ihren Dienst, was durch ihren abwechselnden Verlauf die Bezeichnung Weekenherren, Weekendienst eintrug.

## Verkehr
Verkehrstechnisch erschlossen wird die Gemeinde durch die Bundesstraße 51 zwischen Diepholz und Twistringen. Ein Bahnhof besteht an der Bahnstrecke Wanne-Eickel–Hamburg, der jedoch im Personenverkehr nicht mehr bedient wird. Das Empfangsgebäude wurde 2017 versteigert.

## Söhne und Töchter der Gemeinde
- Friedrich Möller (* 13. Oktober 1888 in Ihlbrock; † 12. Juni 1951 in Wilhelmshaven), Politiker, Mitglied des Oldenburgischen Landtages von 1923–1931 (DDP) und 1946 des Ernannten Oldenburgischen Landtages (FDP)
- Helmut Engels (* 2. Mai 1931 in Jacobidrebber), Politiker, Mitglied des Niedersächsischen Landtages